# Circoniscus amazonicus
Circoniscus amazonicus is een pissebed uit de familie Scleropactidae. De wetenschappelijke naam van de soort is voor het eerst geldig gepubliceerd in 1996 door Lima.